# Lunidia viridis
Lunidia viridis är en insektsart som beskrevs av Hemp, C. 2010. Lunidia viridis ingår i släktet Lunidia och familjen vårtbitare. Inga underarter finns listade i Catalogue of Life.